# Svaz československo-sovětského přátelství

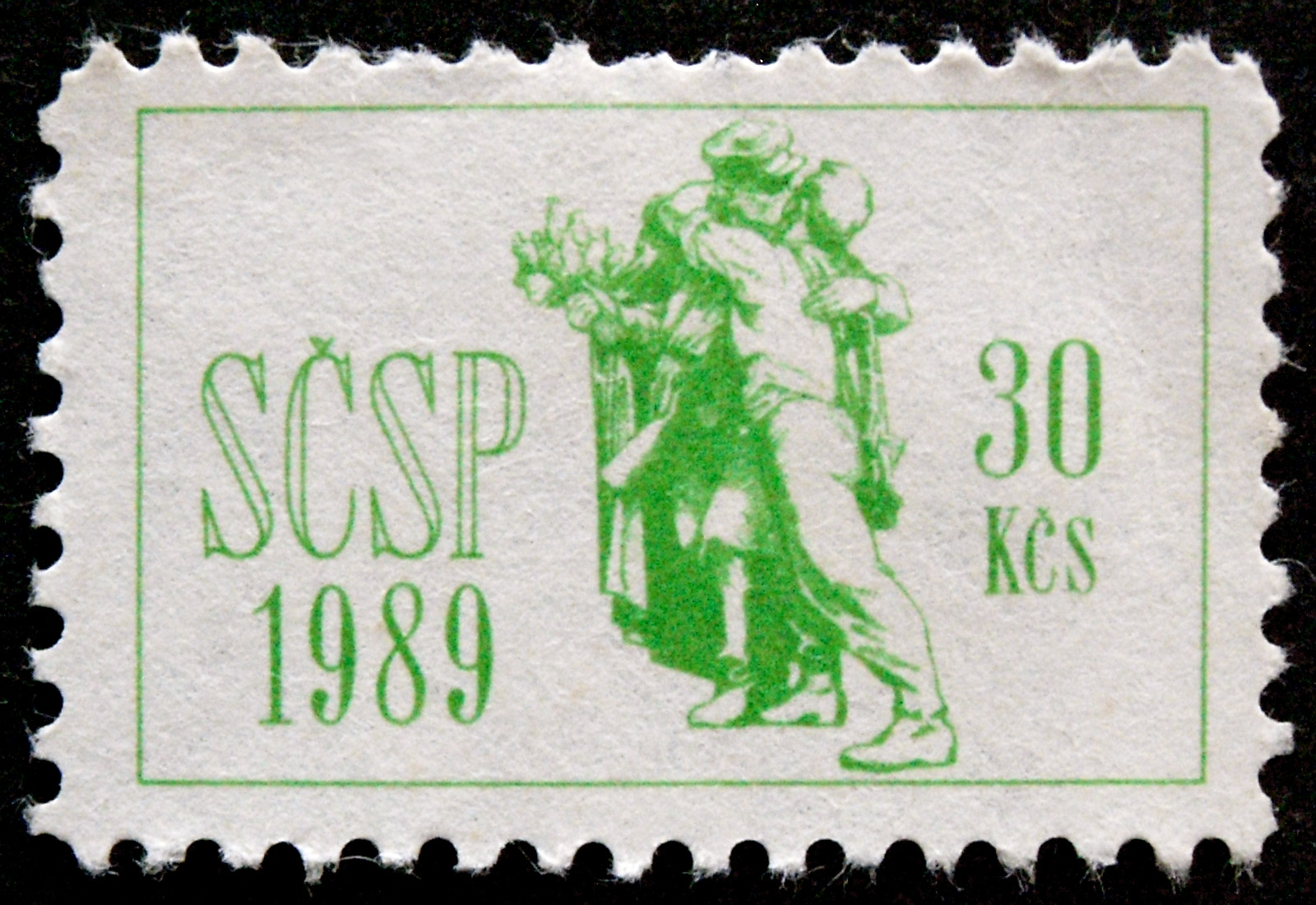
Známka potvrzující zaplacení členských příspěvků s motivem sochy Sbratření Karla Pokorného pojmenované podle fotografie Karla Ludwiga

Svaz československo-sovětského přátelství (zkratka SČSP, slovensky Zväz československo-sovietskeho priateľstva, odlišuj od Společnosti sovětsko-československého přátelství, SSČP) byl v ČSR a ČSSR (resp. v letech 1948–1960 Československé republiky) druhou nejmasovější organizací (nejmasovější bylo ROH), součást Národní fronty ČSR a ČSSR. Založen byl dne 22. února 1948 na I. manifestačním sjezdu SČSP a zanikl rozpadem SSSR.
Vznikl na slučovacím sjezdu Společnosti pro hospodářské a kulturní sblížení s novým Ruskem (zal. 1925, předseda Zdeněk Nejedlý) a Svazu přátel SSSR (zal. 1931, předseda Vojtěch Linka). Prvním předsedou byl zvolen Zdeněk Nejedlý.
Úkolem svazu bylo popularizovat vědu, literaturu a kulturu Sovětského svazu v tehdejším Československu. Organizace pořádala besedy o knihách sovětských spisovatelů, zájezdy do Sovětského svazu, kurzy ruštiny. Členství v SČSP bylo kolektivní – vstupovala do něj celá pracoviště, dílny apod. Léta největší aktivity zaznamenal SČSP v padesátých letech. Po krizi v letech 1968/69 se organizace stávala čím dál formálnější. Tehdejším režimem bylo členství v organizaci hodnoceno pozitivně.
Vývoj členské základny:
- 1949: 1 535 600

- 1957: 1 849 667
- 1967: 1 443 987
- 1969: 293 673
- 1970: 540 359
- 1972: 1 021 407
- 1974: 1 759 500
- 1977: 2 241 617

Předsedové SČSP:
- Zdeněk Nejedlý (1948–1962)
- Zdeněk Fierlinger (1964–1969)
- Dalibor Hanes (1970–1972)
- Václav David (1972–1987)

## Cena ÚV SČSP

### Seznam nositelů ceny ÚV SČSP
- Jiří Procházka – *1925, autor příběhů o majoru Zemanovi, podle nichž byl natočen seriál 30 případů majora Zemana, hlavní dramaturg seriálu[3]

## Nakladatelství
SČSP měl své nakladatelství Svět sovětů, které vyprodukovalo přes 1000 titulů, překladů sovětské literatury. Některé z nich byly řazeny do knižnic, např. Saturn. Nakladatelství sídlilo v Praze 1, Národní 14. 